# キョクトー
キョクトーとは、極東内燃機製作所および極東内燃機株式会社が開発･生産した競走車用エンジンである。実動期間は1954年～1993年。

## ダート時代
オートレース黎明期の選手であった中林亀吉が引退後に創業した極東内燃機製作所により製作された、メグロに次ぐ第2の国産オートレース競走車がキョクトーである。

JAPエキセルシャーと共にオートレース黎明期に使用されていた英国製の「AJS」をベースに、中林が選手時代に体得した経験を生かして製作された、初のオートレース専用車である。

メグロとは対照的に3級車と4級車に重点を置いていた。1955年～1965年のダート末期が最盛期で、全競走車の半数をキョクトーが占めるほどの人気車種であった。

## 舗装路時代

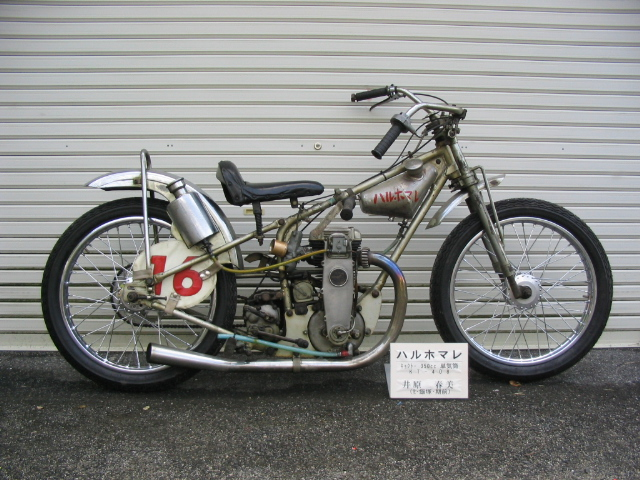
3級車キョクトー(350cc)を搭載した競走車「ハルホマレ」号

1967年～1968年の全オートレース場舗装路改修後、4級車が廃止されたこともあって、キョクトーは3級車、2級車、そして1級車単気筒のエンジンを生産していた。

しかし、当時はオートレース競走車用エンジン市場に新規参入した国産第3のメーカートーヨーが3級車エンジン市場で圧倒的なシェアを誇り、元来それほど強くなかった2級車と1級車のエンジン市場はメグロに奪われ、往時のような勢いは失われてしまった。

やがて、1970年代～1980年代にかけては登録台数が50台を下回るほどに衰退してしまうこととなった。

## 「フジ」の出現とキョクトー

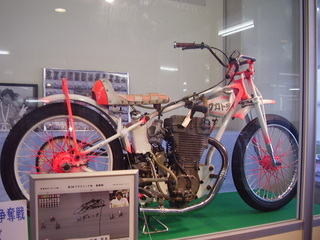
1級車キョクトー単気筒を搭載した競走車「ワカトラ」号

1979年、オートレース競走車用エンジン市場に国産第4のメーカーとしてHKSが新規参入し、同年フジの1級車単気筒エンジン（HT600型）を発表した。

このエンジンはオートレース初のDOHC4バルブ機構のエンジンであった。キョクトーをはじめとする既存の1級車単気筒エンジンは全てSOHC2バルブ機構であったため性能差は歴然としており、わずか1年程でフジは1級車単気筒エンジンの市場をほぼ独占するに至り、トライアンフからも乗り換える選手が現れるほどの一大旋風を巻き起こした。

これに危機感を募らせた各メーカーは、直ちに新型エンジンの開発を行った。特に、大幅にシェアを落としていたキョクトーの開発陣の熱意は凄まじく、完成したDOHC4バルブタイプの1級車単気筒エンジンの性能は、メグロやトーヨーと比較するに足る性能であった。これに対抗したHKSがフジ1級車単気筒エンジンのボアアップ機を開発･発表すると、すぐさま同様の改良を施した新型機を開発した。

こうした開発競争によってキョクトーのエンジンは格段に性能が向上。安定供給や整備性の面でメグロやトーヨーはおろかフジをも圧倒したキョクトーは、1986年度以降急速にシェアを拡大。1989年末にはなんと最も低迷していた1981年時の約6倍となる286台を供給。シェア全体の18.6%を占有するという躍進を遂げ「1級車単気筒=キョクトー」という図式を決定づけたのである。そのキョクトーも、1993年10月のセア一斉乗り換えによって姿を消した。
セア導入後の極東内燃機株式会社は、トーヨーを生産していた株式会社トーヨー内燃機と共に、競走車の認定整備業者となっている。

## キョクトーで活躍した選手達
ダート時代の絶頂期には、キョクトーで活躍した選手達も相当存在した。中でも第2回日本選手権オートレースを2級車で制覇した磯辺稔選手や、第1回オールスターオートレースを1級車で制覇した末安喜三郎選手が有名である。
その後の没落期を経て、1980年代の再興期では極めて多くの選手がキョクトーの1級車単気筒に乗った。高橋貢（22期、伊勢崎オートレース場所属）選手もその例外ではなく、初優勝をキョクトー1級車単気筒「ワカトラ」号で飾ったのである（ちなみに伊勢崎オートレース場で2005年に開催されたSG第24回オールスターオートレースにおいて、高橋貢選手がその「ワカトラ」号でデモランを行った）。

## 諸元
| 型式         | KE612          |
| 冷却方式     | 空冷           |
| 気筒数       | 1              |
| 弁機構       | DOHC4バルブ    |
| 排気量       | 612cc          |
| 内径×行程    | φ92.0×92.0mm   |
| 最高出力     | 57.9ps/8000rpm |
| 最大トルク   | 6.1kgm/6000rpm |
| 乾燥重量     | 33.5kg         |
| 点火方式     | マグネトー     |
| 価格（当時） | 500,000円      |